# ビンゲン・アム・ライン
ビンゲン・アム・ライン(Bingen am Rhein)は、ドイツ・ラインラント＝プファルツ州マインツ＝ビンゲン県に所属する地方都市。人口約26,000人、面積は37.74 km²。
ビンゲン (Bingen) という地名は、一般的にここを指す。
他にバーデン＝ヴュルテンベルク州のジグマリンゲン郡にも同名の町が存在するので、正式には「ライン川河畔の」という意味のアム・ラインという接尾語を付ける（参考：ビンゲン・バイ・ジグマリンゲン (de:Bingen (bei Sigmaringen))）。

## 概要

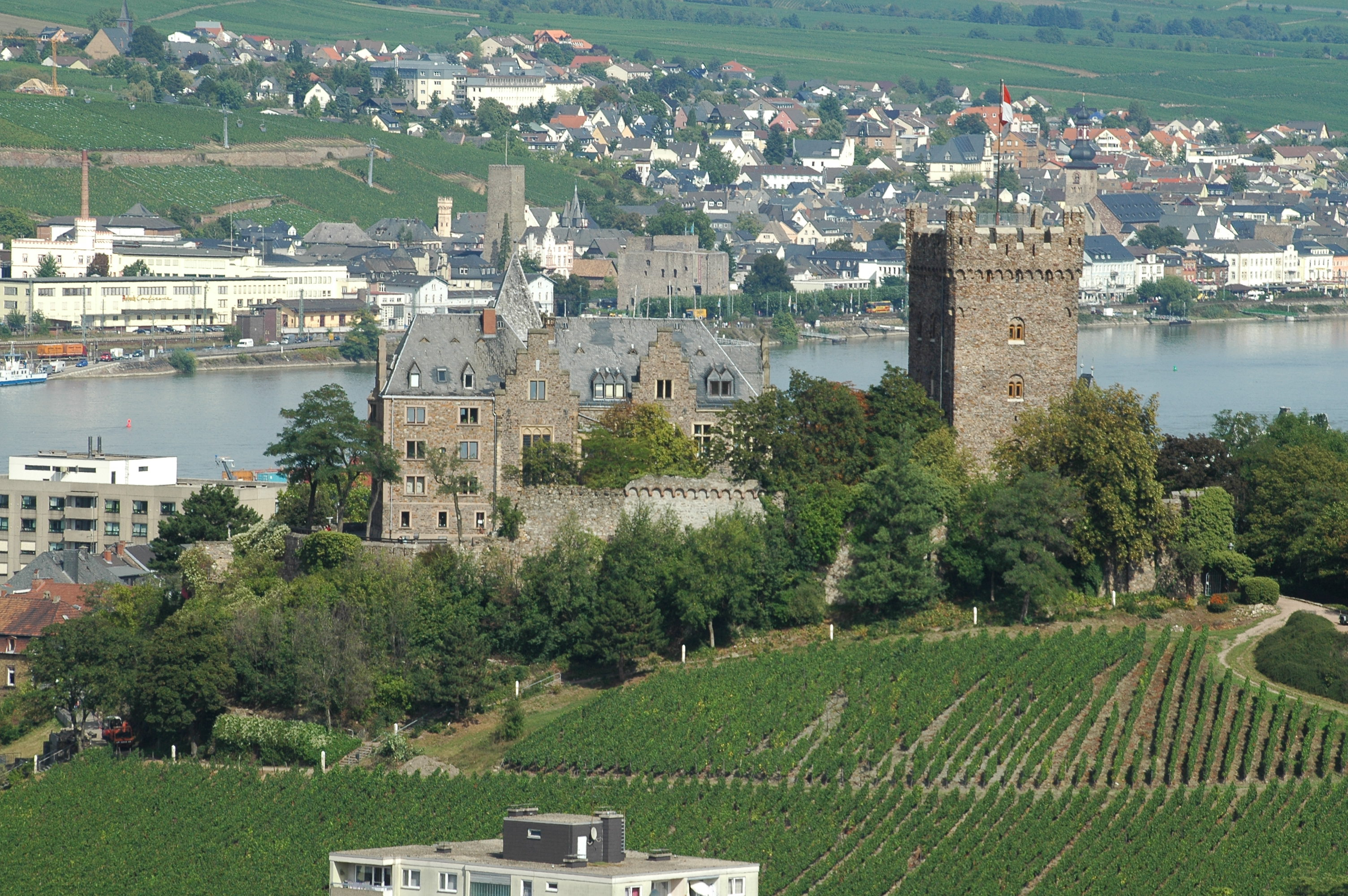
クロップ城とライン川対岸のリューデスハイムの町を望む

町の北側は東から西へ向かうライン川に接し、西側に南から下る支流ナーエ川の河口が開く。ライン川は町を過ぎた所で大きく北へ曲がり、モーゼル川流域の森やケルンに向かって下ってゆく。その手前の中洲には「ねずみの塔」（Mäuseturm）の名で親しまれる塔が建てられており、いわゆる「ロマンチック・ライン」の景観の一つになっている（注：一説によれば、通行税（Maut）を取るための監視塔であったとされる。なお、最初に建てられた塔は後に戦争で破壊され、現存する塔は19世紀に再建されたものである）。
ナーエ川に面して建つ聖マルティン（聖マルティヌス）教会を中心にライン川に沿って広がる小さな町の周囲は、緑の森のなだらかな丘に囲まれ、また町の中心の小高い丘には現在は市庁舎となった中世の姿を留めるクロップ城が建っている。ライン川沿いには埠頭が整備され、対岸にはヘッセン州のリューデスハイムと呼ばれる葡萄畑の広大な丘陵地帯が広がる。
今日ビンゲルブリュック地区と呼ばれるナーエ川の対岸はやはり葡萄畑の丘陵地帯で、近年になって開かれてきたが、かつては中世の女予言者として知られたヒルデガルト・フォン・ビンゲンの建てたルペルツベルク女子修道院があったことで知られる。しかし今ではその名は通りの一部に残されているにすぎない。

## 歴史
このナーエ川のライン川への合流地にケルト人が居住していたが、紀元前11年　ローマ帝国の国境警備のための城塞ビンギウム城が、今日クロップ城のある辺りに置かれ、ナーエ川の橋も架けられた。355年、ゲルマン部族の軍隊によりビンギウム城が奪われ、ローマ軍が撤退した。その後フランク王国の王領とされた。983年　マインツ大司教ヴィリギスは神聖ローマ皇帝オットー2世よりビンゲンを領地として授かり、クロップ城を築く。
15世紀中頃　マインツ大司教領（Erzstift Mainz）の直轄領地となる。17世紀後半　直轄領ということが災いし、三十年戦争でスウェーデン軍によって町が破壊され、その後フランス軍によって支配された。この時ルペルツベルクの女子修道院も破壊されて放棄された。1814年　ヘッセン・ダルムシュタットに帰属する。1816年　ナポレオン軍の敗退とともにフランス軍の支配を脱する。第二次世界大戦で大きな破壊を受ける。

## 経済
葡萄農園経営とワイン生産、ナーエ川流域各地のワイン産地との流通とそれに付随する商業活動が主体。工業はほとんどない。多くの戦争で歴史的遺産がほとんど破壊されてしまったため、観光ルートからは外されている。避暑地としてドイツ国内では知られているが訪れる人は多いとはいえない。したがって町の歳入は多くない。近年人件費の高騰から葡萄農園の経営も逼迫し、農園経営からの脱却を図っている。

## ゆかりのある人物
- ヒルデガルト・フォン・ビンゲン
- シュテファン・ゲオルゲ
- ハインリヒ・カイザー
- スアト・セルダル

## 近隣
- インゲルハイム・アム・ライン de:Ingelheim am Rhein
- リューデスハイム・アム・ライン de:Rüdesheim am Rhein
- バート・クロイツナハ de:Bad Kreuznach